# Biblioteca catalana (Marià Aguiló)
Die Biblioteca catalana ist eine ab 1870 von Marià Aguiló i Fuster in Zusammenarbeit mit dem Dichter Miquel Victorià Amer, dem Bibliothekar Bartomeu Muntaner (Biblioteca Pública de Palma) und Marià Aguilós Sohn Àngel Aguiló i Miró herausgegebene bibliophile Buchreihe von klassischen katalanischen Texten. Marià Aguiló übte mit solchen Projekten als Schlüsselfigur der katalanischen Renaixença-Bewegung einen erheblichen kulturellen Einfluss im Sinne der Wiederbelebung der katalanischen Sprache und Kultur in Katalonien, auf den Balearen und in Valencia aus.

## Bände
- Guillem Serra: Gènesi de escriptura o Compendi historial de la Bíblia, 1451, als Druckwerk herausgegeben von Marià Aguiló i Fuster,  1873
- Art de morir., Valencia 1491, als Faksimile herausgegeben von Àngel Aguiló i Miró,  Barcelona 1905